# Osztrák közgazdaságtani iskola

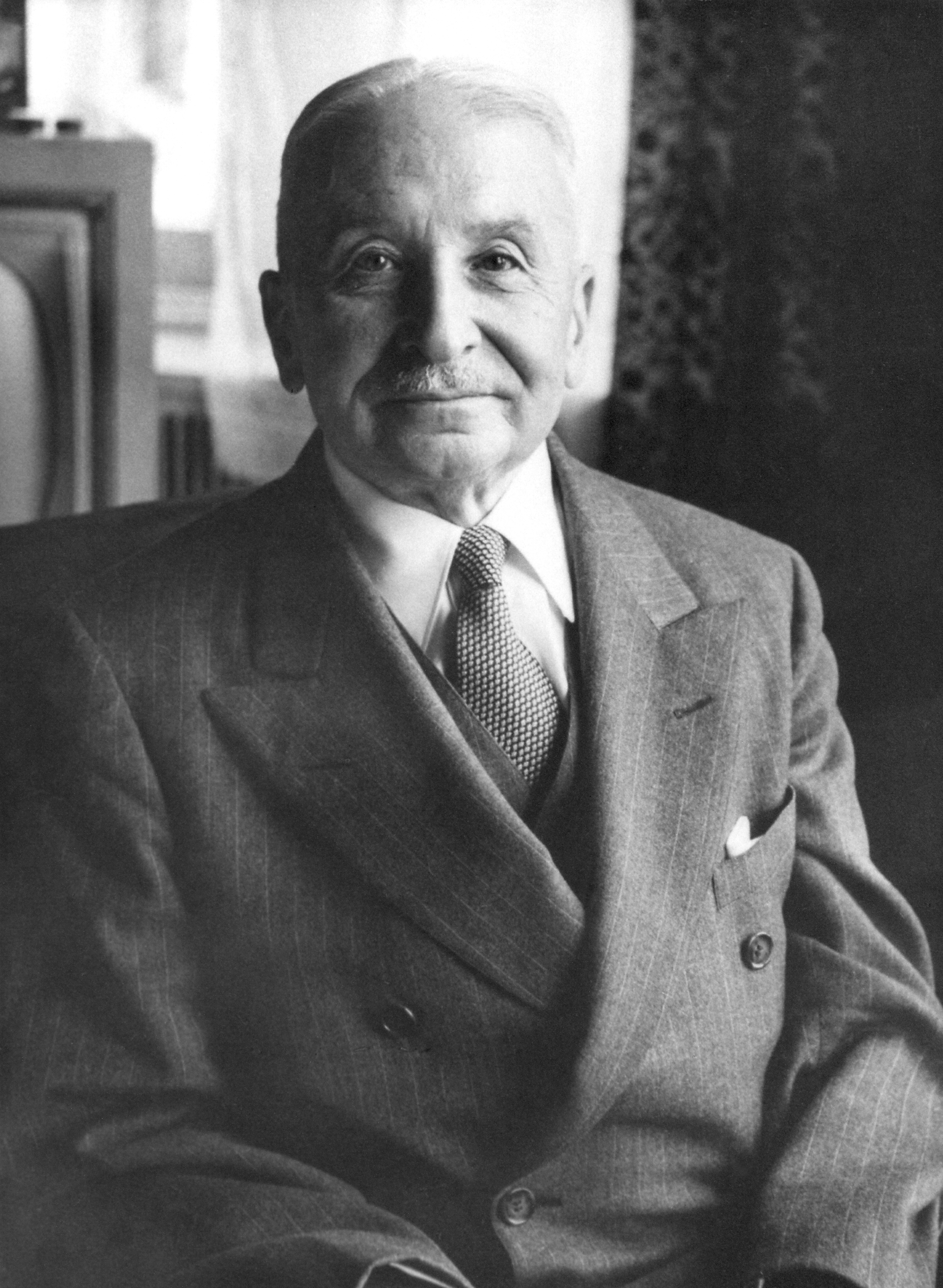
Ludwig von Mises

Az osztrák közgazdaságtani iskola a polgári közgazdaság-tudománynak az 1870-es években Bécsben indult egyik irányzata. Fő törekvése az volt, hogy a marxizmus politikai gazdaságtanával szemben a klasszikus polgári közgazdaságtan elméleténél korszerűbb, hatékonyabb elméletet állítson szembe. Az iskola alapítója Carl Menger, korai fő képviselői Eugen von Böhm-Bawerk, Friedrich von Wieser és Ludwig von Mises voltak. Az iskola jelenlegi képviselői már nem köthetőek egy adott országhoz, a világ számos pontján dolgoznak, de továbbra is „osztrák iskolaként” hivatkoznak munkáikra. Az osztrák iskola legismertebb magyar képviselője Heller Farkas volt.  

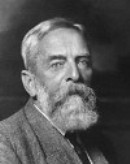
Friedrich von Wieser

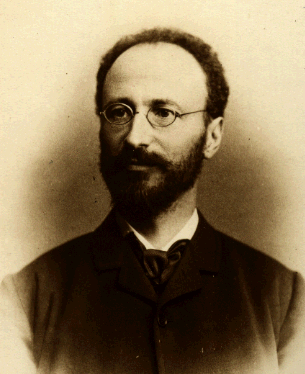
Eugen von Böhm-Bawerk

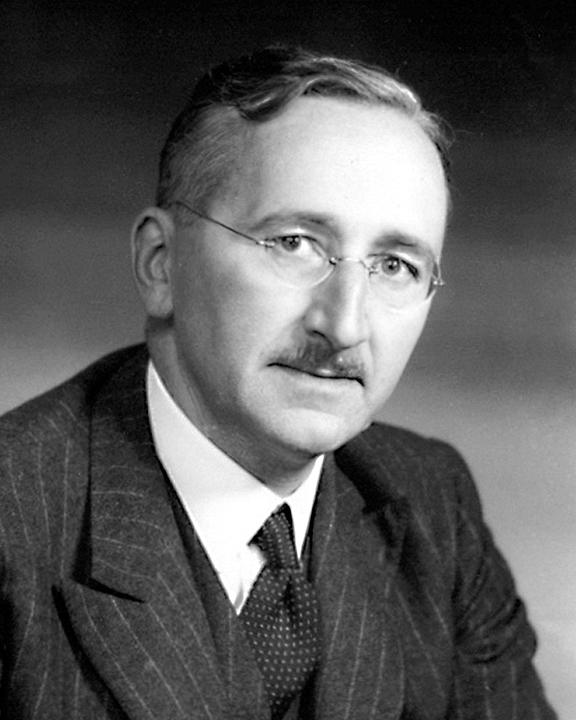
Friedrich Hayek

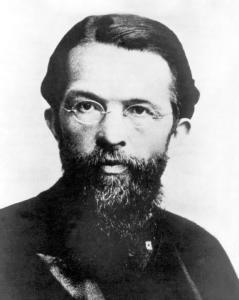
Carl Menger

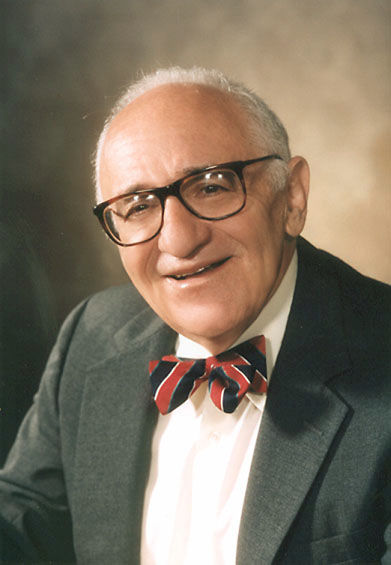
Murray Rothbard

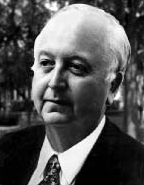
George G. Reisman

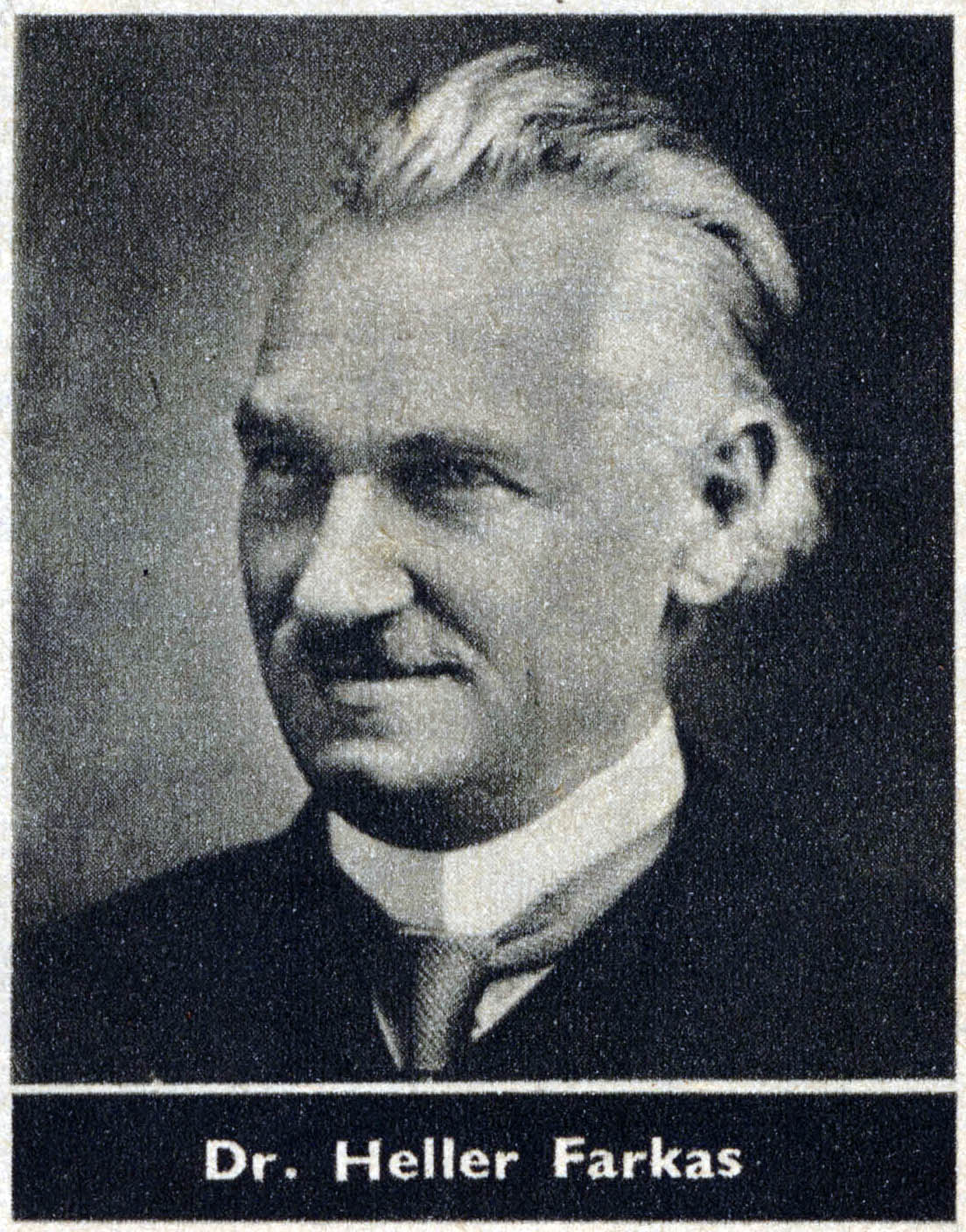
Az elmélet magyarországi képviselője, Heller Farkas

## Központi elméletei

### Gazdasági ciklusok elmélete
A bankok a saját eszközeiket és gyűjtött betéteiket jóval meghaladó mértékű hitelt helyeznek ki, amelyhez gyakran alacsony központi alapkamat is társul. Ez a hiteltöbblet, a tőkeigényes projektekre felvett, megnövekedett kölcsön, amely a gazdaságba áramlik stimulálja a gazdaság aktivitását. Projekteknek, amelyek amúgy nem indultak volna el így a nyereségesség látszatát kölcsönzik és ezzel téves befektetéseket indukálnak. Ezen keresztül fokozott keresletet támasztanak a termelési tényezők piacán, ahol ezáltal emelkednek az árak, begyűrűzve fogyasztási cikkek piacára ugyancsak áremelkedést indukálva. Ha a bankok ezen a ponton felhagynak a hitelexpanzióval akkor a felfutás hamar megtorpan és visszagördül. Azért, hogy ezt, és ebből fakadóan az árak összeomlását elkerüljék, a bankrendszer kénytelen egyre több és több hitelt kihelyezni, így az árak tovább emelkednek. De a hitel eme expanziója nem folytatódhat örökké. Nincs többlet tőke vagy többlet munkaerő, csupán a forgalomba kerülő fizetőeszköz és az adósság volumene emelkedik. 
A termelési tényezők és a munkaerő, amelyet a szárba szökő új vállalkozások szívnak fel valójában máshonnan kerülnek elvonásra. A társadalom nem elég bővelkedő az erőforrásokban ahhoz, hogy újabb és újabb üzleti vállalkozásokat működtethessen anélkül, hogy a szükséges erőforrásokat máshonnan közben ne vonja el. Egészen addig amíg a hitelbővülés folytatódik, ez nem lesz nyilvánvalóan szembetűnő, azonban ez a folyamat véges, nem folytatható akármeddig. 
Az infláció és a bővülés csak addig fenntartható, amíg az emberek hisznek abban, hogy az árak emelkedése a közeli jövőben megáll. Amikor a nagy nyilvánosság számára is egyértelművé válik, hogy az infláció nemhogy nem szűnik meg, hanem éppen hogy fokozódik, és az árak egyre intenzívebben emelkednek, akkor kitör a pánik. Végül az emberek elvesztik a bizalmukat a valutával szemben és igyekeznek azt sürgősen tárgyiasítani – attól függetlenül hogy szükségük van-e az adott termékre vagy sem – csak azért, hogy szabaduljanak a fizetőeszköztől, s így a vagyon megkezdi menekülését valós tartalmak felé.

#### Történelmi háttér
Az ipari forradalommal párhuzamosan kibontakozó rendszeres felfutások és összeomlások jelenségét már a kései 18. században is megfigyelték. A “váratlan” gazdasági krízisek ismertek voltak már korábban is, amikor az uralkodók háborút folytattak és elkobozták az alattvalók tulajdonát; nem volt azonban nyilvánvaló jele annak a modern jelenségének, amelyben a gazdasági-üzleti “szerencse” (avagy a felfutás és visszaesés) általánosan és meglehetős szabályossággal oszcillál. 
A gazdasági ciklusok osztrák elméletének története a skót filozófus-közgazdász David Hume-mal kezdődik, valamint a kiváló, kora 19. századi angol klasszikus-közgazdász David Ricardoval. Ezek a közgazdászok az ipar szektorának kibontakozása és fejlődése mellett egy másik jelentős szektor, a bankrendszer, vagy intézményesített “bankolás” kibontakozását, ágazattá fejlődését figyelték meg a 18. század derekától; a szektorét amely képes a hitel- és pénzkínálatot bővíteni és megduzzasztani (kezdetben papírpénz, később látra szóló betétek formájában). Eme kereskedelmi banki operációk húzódtak meg a misztikus expanziók és összehúzódások “fellendülés és válság” jelenségei mögött, amely előtt a 18. század embere értetlenül állt. 
Az angol “Valuta Iskola” a felfutást a nemesfémfedezet nélküli valutanyomtatás eredményeként fellépő hitelexpanzióval magyarázta. Nem látta be azonban, hogy a csekkel bármikor hozzáférhető, látra szóló folyószámlák ugyanazt a kreditexpanziós szerepet, ugyanazt a funkciót töltik be, mint a nyomtatott valuta. A Valuta Iskola elvein nyugvó törvénykezés (mint Peel 1844-es bank törvénye és ehhez hasonló törvények más országokban) nyomán – a gazdasági válságokat megelőzendő – korlátozták a fedezet nélküli valutaemisszót de a folyószámlákon keresztül végrehajtott hitelbővítést továbbra sem szabályozták. 
A Valuta Iskola szűken csak azokat az eseteket elemezte, amelyekben hitelexpanziós politikát csak egy ország folytat, miközben minden más ország konzervatívan bankol. Ebben az esetben a hitelbővülés nyomán fellépő áremelkedés ösztönözi az importot, de kedvezőtlen az exportra nézve, a nemesfém pedig külföldre vándorol. Ennek eredményeképpen a bank fokozott igénnyel szembesül, amely nyomás alá helyezi a kibocsátott instrumentumok (fedezetlen valuta és folyószámlák) visszaváltására (nemesfém felvétel, pénzfelvétel folyószámláról) egészen addig, mígnem kénytelen korlátozni a hitelkihelyezést. Végül a pénzérme kiáramlása visszaveti az árak emelkedését. A Valuta Iskola tehát megvizsgálta ezt a forgatókönyvet, de figyelmen kívül hagyta azt a verziót, amiben a hitelexpanzió nemzetközi szinten párhuzamosan zajlik a világ kapitalista országaiban. 
A 19. század második felében a kereskedelmi ciklus ezen elmélete hitelét vesztette és az az elképzelés vált általános elfogadottá, hogy a kereskedelmi ciklusokat a pénz és a hitel nem befolyásolja. Wicksell kísérlete a Valuta Iskola felélesztésére rövid életűnek bizonyult.

#### Az elmélet kifejtése
Az elmélet szerint a beruházási zavarok felfutás-hanyatlás ciklusai a bankrendszer túlzó és fenntarthatatlan mértékű – a vállalkozások és magánszemélyek számára nyújtott – hitelkiterjesztése nyomán alakul ki. A hitel-, avagy valutateremtés azt a téves látszatot kelti, hogy megtakarítások állnak rendelkezésre, befektetésre készen, hiszen a hatás ugyanaz: a befektetési célú források kínálata kibővül, a kamat pedig lecsökken. 
Röviden: a bank inflációs, likviditást duzzasztó kredit expanziós tevékenysége abba hitbe ringatja a kölcsönt felvevőket, hogy megtakarításokból származó források (vagyis az elhalasztott fogyasztás, vagy fel nem használt vásárlóerő állománya) rendelkezésre állnak. Amikor a megtakarítások felhalmozódnak, a vállalkozások a hosszadalmas termelési folyamatokba invesztálnak, vagyis a termelés struktúrája megnyúlik, főleg a magasabb, a végső fogyasztástól legtávolabb eső szinten. A kölcsönzők aztán a felvett forrásokkal felverik a termelési tényezők, majd pedig a fogyasztási cikkek árát, amely elméletileg azt eredményezi, hogy az erőforrások tendenciózusan olyan beruházásokba áramlanak nagyobb hangsúllyal, amelyek a termelési eszközök bővítését, fejlesztését célozzák és nem közvetlenül fogyasztási cikkek előállítását. Az osztrák közgazdaságtan szerint ennek a tendenciának egy ponton túl vissza kell fordulnia. Minél tovább késlekedik a visszarendeződés, a korrekció annál hevesebb és pusztítóbb lesz.

#### A központi bankok szerepéről
Az osztrák elmélet összes közgazdásza egyetért abban, hogy a gazdasági ciklusok kialakulásának gyökér oka és legfőbb motorja a tartalékrátás bankrendszer fenntarthatatlan hitelbővítő tevékenysége. Murray Rothbard ezen felül kiemelt figyelmet szentelt a nagy gazdasági világválságot megelőző központi bankok teremtette laza hitelkörnyezetnek és az elégtelen monetáris politikának, ami csupán elodázta, késleltette az árak elkerülhetetlen és szükséges visszarendeződését és megnyújtotta a piac működési zavarát. 
Rothbard azzal kezdi, hogy egy központi monetáris fennhatóság nélkül működő piacon nem fordulnának elő egyidejűleg nagy számban párhuzamosan beruházási zavarok és vállalkozási tévedések, mivel a vállalkozók nem egyszerre követnének el hibát és gyorsan kihasználnának bármilyen ideiglenes és elkülönült árazási zavart. Továbbá egy nyitott, nem centralizált (biztosítatlan, azaz központilag nem “elkényeztetett”) tőkepiacon, a bankárok távol tartanák magukat a spekulatív hitelkihelyezéstől, a biztosítatlan betétesek nagy körültekintéssel monitoroznák a kölcsönzők könyveit ezzel mérsékelve az elburjánzó kicsapongásokat a pénzpiacon. A beruházási zavarok(/téves/káros beruházások) általános, széles körű elterjedése tehát a központi bankok által végrehajtott monetáris intervencióra, a “monetáris/pénzügyi tervgazdálkodásra” vezethetők vissza. 
Rothbard szerint a hitelkihelyezés és kölcsönzés vakmerő elharapódzása a hitel félreárazásából fakad, amelyet a központi bank hajt végre a kamat feletti kontrollal és a bankok kényszeres kimentésével amikor azok már csődbe mennének (‘too big to fail’ / ‘bailout’ koncepció). Ez aztán ahhoz vezet, hogy a kamat túl hosszú ideig lesz túl alacsony, nem úgy mint ha egy központi bank nélkül működő valóban szabad piac árazná be a hitelt.

### A kamat definíciója
A kamat származékos jelenség: egy hányados, amely azt mutatja meg, hogy értékítéletünkben hogyan viszonyul egymáshoz az azonnali szükségletkielégítés szemben a távolabbi jövőben megvalósulóval. Értéket rendelünk ahhoz az alternatívához, hogy egy erőforrás azonnal a rendelkezésünkre áll, és ahhoz is, hogy ezt a hozzáférést elodázzuk. Ahogy a két érték egymáshoz viszonyul, az a kamat, vagyis ennek a preferencia viszonynak a számszerű kifejezése. A kamat tehát a piac, a gazdasági szereplők értékítéletének, értékviszonyainak az eredője, nem önkényesen meghatározott hányados.
A piacgazdaságban ez a jövőbeli termék árengedménye jelenbelivel szemben. A kamat árucikkek árának a hányadosa, nem pedig egy önmagában értelmezhető ár. Egy szabad piacon az egyes árucikkekre értelmezett eme hányados tendenciózusan egyenlő értéket vesz fel. Egy képzeletben felvázolt egyenletesen rotáló gazdaságban a kamat hányadosa minden árucikk esetében ugyanaz.
A kamat nem a tőke használati díja. Az időigényes gyártási, előállító folyamatok amikre Böhm-Bawerk és későbbi közgazdászok hivatkoztak Böhm-Bawerk úgy érvelt, hogy a tőke nettó hozama az – úgy szólván – a hosszadalmasság árán előállított többlet eredmény. valójában nem magyarázzák meg a kamat jelenségét. Éppen ellenkezőleg, a kamat mint származékos, eredő jelenség ad csupán magyarázatot arra, hogy miért a kevésbé körülményes, hosszadalmas folyamatokra esik a választás annak ellenére, hogy az időigényesebb folyamatok nagyobb fajlagos értéket állítanának elő termelési egységenként.
A kamat származékos jelensége nem egy ár, amit a tőke piacán a kereslet és a kínálat alakít. A nagysága nem a kereslet és kínálat arányán múlik. Valójában a piaci preferencia viszonyok azok amik meghatározzák a tőke iránti keresletet, a tőke kínálatát és a kamatot. Az határozza meg hogy a meglévő termékek mekkora részét áldozzuk fel a jelenben a szükségletek kielégítésére, és mi az amit a távolabbi jövőre teszünk félre. A megtakarítás mozgatórugója nem a kamat. A kamat nem ösztönzője a megtakarításnak, sem pedig jutalom amiért önmegtartóztatva feladjuk a fogyasztást a jelenben, és megtakarítunk. A kamat a jelenbeli és az elodázott fogyasztás értékelésbeli viszonya.
A hitel avagy a tőke piaca nem meghatározza a kamatot hanem hozzáigazítja a kamathoz mint származékos jelenséghez, ami az elhalasztott fogyasztás árengedményeként nyilvánul meg.
A kamat eme ‘eredő’ jelensége továbbá magyarázatul szolgál arra is, hogy a földet miért véges áron adják, s veszik. Ha a földből származó potenciális jövőbeli terméket ugyanúgy értékelnék, ahogyan a jelenbelit, akkor véges áron a tulajdonos nem adná azt el. A földek adásvétele nem zajlana pénzben kifejezhető, meghatározott összegért, sem más véges hozamot biztosító jószágért vagy termékért. Földet csak földdel cserélnének.
A kamat likviditás elmélete úgy érvel, hogy a kamatot a likviditás iránti különböző igények alakítják. A PTPT (Pure Time Preference Theory, a pénz időérték elmélete) szerint a kamat – a priori (azaz a tényeket megelőzően tudható) – pozitív (mivelhogy az erőforrásokhoz, javakhoz való azonnali hozzáférést előnyben részesítjük az elodázott hozzáféréssel szemben). A likviditás elmélet azonban lehetségesnek tartja a negatív kamatot abból kifolyólag, hogy a gazdasági szereplők több megfontolásból is ragaszkodhatnak likvid eszközökhöz (úgy mint kockázatkerülés vagy spekuláció befektetési lehetőségre).
Néhány osztrák közgazdász, mint Robert Murphy, úgy véli, hogy a PTPT elmélet statikus gazdaságból indul ki, mondván, hogy a pozitív kamat egész egyszerűen az azonnal rendelkezésre álló fizetőképesség ára és hogy ezt időértéknek hívni megtévesztő és szükségtelen, és hogy a kamat elméletét nem szabad teljesen függetleníteni a pénztől. Ezen az alapon definiálhatnánk egy méret-preferencia elméletet is, amely szerint a fogyasztó általánosságban a nagyobb termékeket részesíti előnyben a kisebbekkel szemben, hiszen – ceteris paribus – ha előnyben részesíti az egész terméket a felével szemben, akkor a felét is preferálja a negyedével szemben. Ilyenformán hasonlatunkban PSPT tévék, repülők, számítógépek árainak korrelációját magyarázza, és az ellenpéldák pedig eltérő termékeket vonultatnak fel (lásd ‘nyáron egy fagyi’ a PTPT értelmezésében vs. más termék mint ellenpélda a likviditás elmélet szerint).

## Forrás
- ↑ Közgazdasági kislex: Földes István (főszerk): Közgazdasági kislexikon. Budapest: Kossuth. 1968.

### Írások Murray N. Rothbard-tól
- Gazdasági válságok: Okaik és gyógymódjuk
- Mit művelt az állam a pénzünkkel?
- A minimálbér-törvények nyomorító természete
- A "közszektor"-tévedés Archiválva 2023. november 3-i dátummal a Wayback Machine-ben

### Írások Ludwig von Mises-től
- Bürokrácia
- Szabadság és tulajdon és más esszék
- A középút politikája szocializmushoz vezet
- Bérek, munkanélküliség és infláció

- Kapitalizmus (az Economic Policy: Thoughts for Today and Tomorrow című könyvből)
- Az írástudók bigottsága (szemelvény a The Anti-Capitalistic Mentality című könyvből)
- Az árak, a bérek és a kamatráták funkciója (szemelvény az 1946-os The Trade Cycle and Credit Expansion: The Economic Consequences of Cheap Money című esszéből)
- Az árkontroll (szemelvény az Interventionism: An Economic Analysis című 1940-es kötetből)
- A profit felszámolása (szemelvény a Profit and Loss című 1951-es esszéből)
- A profit és a veszteség gazdasági természete (szemelvény a Profit and Loss című 1951-es esszéből)
- A piac szerepe és természete (szemelvény a The Causes of the Economic Crisis: An Address című 1931-esesszéből)

További magyarul megjelent könyvek:
- Pénz, bankhitel és gazdasági ciklusok Jesús Huerta de Soto, 2014, ISBN 978 963 05 9583 4